# العلاقات الليسوتوية الهايتية
العلاقات الليسوتوية الهايتية هي العلاقات الثنائية التي تجمع بين ليسوتو وهايتي.

## مقارنة بين البلدين
هذه مقارنة عامة ومرجعية للدولتين:
| وجه المقارنة                                              | ليسوتو                      | هايتي                                |
| --------------------------------------------------------- | --------------------------- | ------------------------------------ |
| المساحة (كم2)                                             | 32.96 ألف                   | 27.75 ألف                            |
| عدد السكان (نسمة)                                         | 2.23 مليون                  | 10.98 مليون                          |
| الكثافة السكانية (ن./كم²)                                 | 67.66                       | 395.68                               |
| العاصمة                                                   | ماسيرو                      | بورت أو برانس                        |
| اللغة الرسمية                                             | لغة إنجليزية، اللغة السوتية | لغة فرنسية، اللغة الكريولية الهايتية |
| العملة                                                    | لوتي ليسوتو                 | جوردة هايتية                         |
| الناتج المحلي الإجمالي (بليون دولار)                      | 2.64 مليار                  | 8.41 مليار                           |
| الناتج المحلي الإجمالي (تعادل القوة الشرائية) بليون دولار | 6.30 مليار                  | 18.82 مليار                          |
| الناتج المحلي الإجمالي الاسمي للفرد دولار أمريكي          | 1.07 ألف                    | 818                                  |
| الناتج المحلي الإجمالي للفرد دولار أمريكي                 | 2.64 ألف                    | 1.73 ألف                             |
| مؤشر التنمية البشرية                                      | 0.497                       | 0.483                                |
| رمز المكالمات الدولي                                      | +266                        | +509                                 |
| رمز الإنترنت                                              | .ls                         | .ht                                  |
| المنطقة الزمنية                                           | ت ع م+02:00                 | 00                                   |

## منظمات دولية مشتركة
يشترك البلدان في عضوية مجموعة من المنظمات الدولية، منها:
| علم المنظمة | اسم المنظمة                                 | تاريخ انضمام ليسوتو | تاريخ انضمام هايتي |
| ----------- | ------------------------------------------- | ------------------- | ------------------ |
|             | البنك الدولي للإنشاء والتعمير               | 25 يوليو 1968       | 8 سبتمبر 1953      |
|             | منظمة التجارة العالمية                      | ?                   | ?                  |
|             | المركز الدولي لتسوية المنازعات الاستشارية   | 7 أغسطس 1969        | 26 نوفمبر 2009     |
|             | منظمة حظر الأسلحة الكيميائية                | ?                   | ?                  |
|             | الأمم المتحدة                               | 17 أكتوبر 1966      | 24 أكتوبر 1945     |
|             | مجموعة دول أفريقيا والكاريبي والمحيط الهادئ | ?                   | ?                  |
|             | منظمة الشرطة الجنائية الدولية               | ?                   | ?                  |
|             | وكالة ضمان الاستثمار متعدد الأطراف          | 12 أبريل 1988       | 11 ديسمبر 1996     |
|             | يونسكو                                      | 29 سبتمبر 1967      | 18 نوفمبر 1946     |
|             | مؤسسة التنمية الدولية                       | 19 سبتمبر 1968      | 13 يونيو 1961      |
|             | مؤسسة التمويل الدولية                       | 29 سبتمبر 1972      | 20 يوليو 1956      |
|             | الاتحاد البريدي العالمي                     | ?                   | ?                  |
|             | الاتحاد الدولي للاتصالات                    | 26 مايو 1967        | 10 أكتوبر 1927     |

## وصلات خارجية
- موقع وزارة الخارجية الليسوتوية
- موقع وزارة الخارجية الهايتية